# Cedarville (Ohio)
Cedarville ist ein Village mit 4.257 (2020) in Greene County, Ohio, Vereinigte Staaten. Der Ort liegt an der Bahnlinie von Cincinnati nach Columbus (Ohio) am Massie Creek. 
Der Ort wurde 1801 von John and Thomas Townsley gegründet. Er hieß zuerst Milford, wurde aber wegen Verwechslungsgefahr mit Milford in Clermont County in Cedarville umbenannt. 
Cedarville ist der Sitz der privaten evangelikalen Cedarville University.

## Söhne und Töchter der Stadt
- James H. Kyle (1854–1901), Politiker
- Eleanor Parker (1922–2013), Schauspielerin
- Whitelaw Reid (1837–1912), Politiker und Diplomat
- O’Neill Spencer (1909–1944), Jazz-Schlagzeuger und Sänger